# Эльтузар
Эльтуза́р (Эльтузер, Ильтузер, чагат. ایلتوزار‎; ум. в 1806 году) — третий правитель из узбекской династии кунгратов в Хивинском ханстве, правивший в 1804—1806 годах.

## Биография
В 1804 году к власти в Хивинском ханстве пришел сын Аваз-инака Эльтузар.
Хотя Эльтузар был третьим правителем из узбекской династии кунгратов в Хорезме, он вошел в историю как первый правитель принявший титул хана. До этого времени этот титул в Хорезме могли носить только потомки Чингисхана. Для упрочения своей династии он взял в жёны дочь одного из ургенчских саййидов, Ахта-ходжи.
Эльтузар продолжал политику по восстановлению экономики страны. Он провел налоговую реформу в стране, усилив централизацию сбора податей в государстве.
В период его правления в Хорезме проводились большие ирригационные работы.
В 1804 году Эльтузар совершил удачный поход против туркменских племен йомудов, живших на юге современного Туркменистана и в районе Астрабада (северный Иран).
При правлении Эльтузар-хана поддерживались дипломатические отношения с Россией и Османской империей.
Эльтузар-хан украсил столицу государства Хиву новыми постройками.

## Смерть
В 1806 году Эльтузар-хан предпринял неудачный поход против бухарского эмира Хайдара, который закончился поражением его войск. При отступлении Эльтузар-хан утонул при переправе через Амударью.
После его смерти власть в Хорезме перешла к его брату Мухаммад Рахим-хан I (1806—1825).